# Emily Sisson
Emily Sisson, née le 12 octobre 1991, est une athlète américaine spécialiste de la course de fond et de demi-fond. 

## Biographie
Elle participe au 10 000 mètres lors des championnats du monde d'athlétisme 2017 et termine en 9e position,. Elle s’entraîne avec Molly Huddle.
Le 9 octobre 2022, elle établit le record des États-Unis, également record continental, du marathon féminin lors du marathon de Chicago en 2 heures, 18 minutes et 29 secondes.
Elle a aussi détenu le record NACAC du semi-marathon en 1 h 7 min 11 s, établi à Indianapolis le 7 mai 2022, amélioré en 1 h 6 min 52 s à Houston le 15 janvier 2023.

## Records
| Épreuve       | Épreuve   | Temps           | Lieu    | Date            |
| ------------- | --------- | --------------- | ------- | --------------- |
| Semi-marathon | Plein air | 1 h 6 min 52 s  | Houston | 15 janvier 2023 |
| Marathon      | Plein air | 2 h 18 min 29 s | Chicago | 9 octobre 2022  |